# Saison 1943-1944 de la LAH
Saison précédente Saison suivante
La saison 1943-1944 est la huitième saison de la Ligue américaine de hockey. En raison de la Seconde Guerre mondiale, la ligue perd une nouvelle équipe pour ne plus compter que six franchises.

## Saison régulière et contexte
La jeune équipe des Lions de Washington qui ne date que de la saison 1941-1942 suit la trace des Indians de Springfield, des Ramblers de Philadelphie et des Eagles de New Haven et arrête ses activités en raison de la Seconde Guerre mondiale. Deux divisions de trois équipes sont donc mises en place, chaque franchise devant jouer cinquante-quatre rencontres. En conséquence, seules deux équipes par division sont qualifiées pour les séries éliminatoires. Dans la division Ouest, les Barons de Cleveland remportent leur troisième trophée F.-G.-« Teddy »-Oke et ils sont accompagnés pour les séries par les Capitals d'Indianapolis alors qu'à l'Est, les deux équipes qualifiées sont les Bears de Hershey et les Bisons de Buffalo d'Eddie Shore, champions en titre. Les deux derniers matchs de la saison entre les Reds de Providence et les Hornets de Pittsburgh n'ayant aucune influence sur le classement sont annulés.

### Résultats des matchs
Les résultats de l'ensemble des matchs de la saison sont donnés dans le tableau ci-dessous.
| Date              | Équipe domicile | Score | Équipe visiteuse |
| ----------------- | --------------- | ----- | ---------------- |
| 26 octobre 1943   | Cleveland       | 6–3   | Pittsburgh       |
| 27 octobre 1943   | Pittsburgh      | 5–1   | Cleveland        |
| 28 octobre 1943   | Indianapolis    | 5–3   | Buffalo          |
| 30 octobre 1943   | Pittsburgh      | 1–1   | Indianapolis     |
| 30 octobre 1943   | Hershey         | 2–0   | Providence       |
| 30 octobre 1943   | Cleveland       | 4–1   | Buffalo          |
| 31 octobre 1943   | Indianapolis    | 5–5   | Cleveland        |
| 31 octobre 1943   | Providence      | 0–1   | Buffalo          |
| 3 novembre 1943   | Pittsburgh      | 2–4   | Hershey          |
| 4 novembre 1943   | Buffalo         | 1–1   | Indianapolis     |
| 6 novembre 1943   | Hershey         | 3–1   | Pittsburgh       |
| 6 novembre 1943   | Cleveland       | 5–2   | Indianapolis     |
| 7 novembre 1943   | Buffalo         | 3–7   | Cleveland        |
| 7 novembre 1943   | Indianapolis    | 0–3   | Hershey          |
| 7 novembre 1943   | Providence      | 4–2   | Pittsburgh       |
| 10 novembre 1943  | Hershey         | 6–3   | Cleveland        |
| 11 novembre 1943  | Providence      | 1–1   | Pittsburgh       |
| 13 novembre 1943  | Cleveland       | 9–3   | Providence       |
| 13 novembre 1943  | Hershey         | 4–4   | Buffalo          |
| 13 novembre 1943  | Indianapolis    | 2–2   | Pittsburgh       |
| 14 novembre 1943  | Providence      | 5–2   | Hershey          |
| 14 novembre 1943  | Indianapolis    | 3–3   | Pittsburgh       |
| 14 novembre 1943  | Buffalo         | 3–3   | Cleveland        |
| 17 novembre 1943  | Hershey         | 4–0   | Pittsburgh       |
| 20 novembre 1943  | Cleveland       | 4–4   | Pittsburgh       |
| 20 novembre 1943  | Hershey         | 5–1   | Indianapolis     |
| 21 novembre 1943  | Buffalo         | 3–6   | Indianapolis     |
| 21 novembre 1943  | Providence      | 4–2   | Cleveland        |
| 25 novembre 1943  | Cleveland       | 4–2   | Pittsburgh       |
| 25 novembre 1943  | Providence      | 2–2   | Buffalo          |
| 27 novembre 1943  | Pittsburgh      | 3–2   | Indianapolis     |
| 27 novembre 1943  | Hershey         | 5–1   | Providence       |
| 27 novembre 1943  | Cleveland       | 5–1   | Buffalo          |
| 28 novembre 1943  | Buffalo         | 7–3   | Hershey          |
| 28 novembre 1943  | Providence      | 5–2   | Indianapolis     |
| 1er décembre 1943 | Pittsburgh      | 1–2   | Hershey          |
| 1er décembre 1943 | Providence      | 3–3   | Indianapolis     |
| 4 décembre 1943   | Cleveland       | 2–1   | Indianapolis     |
| 4 décembre 1943   | Hershey         | 2–2   | Buffalo          |
| 4 décembre 1943   | Pittsburgh      | 4–2   | Providence       |
| 5 décembre 1943   | Providence      | 2–4   | Cleveland        |
| 5 décembre 1943   | Indianapolis    | 2–4   | Hershey          |
| 5 décembre 1943   | Buffalo         | 2–1   | Pittsburgh       |
| 8 décembre 1943   | Hershey         | 4–1   | Cleveland        |
| 8 décembre 1943   | Indianapolis    | 6–2   | Providence       |
| 9 décembre 1943   | Buffalo         | 5–3   | Providence       |
| 11 décembre 1943  | Cleveland       | 5–1   | Providence       |
| 11 décembre 1943  | Hershey         | 1–1   | Indianapolis     |
| 11 décembre 1943  | Pittsburgh      | 0–4   | Buffalo          |
| 12 décembre 1943  | Providence      | 4–3   | Hershey          |
| 12 décembre 1943  | Indianapolis    | 5–3   | Pittsburgh       |
| 12 décembre 1943  | Buffalo         | 1–1   | Cleveland        |
| 15 décembre 1943  | Hershey         | 3–0   | Pittsburgh       |
| 16 décembre 1943  | Buffalo         | 1–1   | Indianapolis     |
| 18 décembre 1943  | Pittsburgh      | 2–5   | Indianapolis     |
| 18 décembre 1943  | Hershey         | 6–1   | Providence       |
| 18 décembre 1943  | Cleveland       | 6–4   | Buffalo          |
| 19 décembre 1943  | Buffalo         | 3–3   | Hershey          |
| 19 décembre 1943  | Indianapolis    | 3–1   | Cleveland        |
| 19 décembre 1943  | Providence      | 3–2   | Pittsburgh       |
| 22 décembre 1943  | Providence      | 3–3   | Indianapolis     |
| 22 décembre 1943  | Pittsburgh      | 6–2   | Hershey          |
| 25 décembre 1943  | Cleveland       | 4–6   | Indianapolis     |
| 25 décembre 1943  | Hershey         | 5–3   | Buffalo          |
| 25 décembre 1943  | Pittsburgh      | 3–0   | Providence       |
| 26 décembre 1943  | Buffalo         | 2–1   | Pittsburgh       |
| 26 décembre 1943  | Indianapolis    | 3–4   | Hershey          |
| 26 décembre 1943  | Providence      | 1–6   | Cleveland        |
| 29 décembre 1943  | Cleveland       | 2–2   | Hershey          |
| 29 décembre 1943  | Providence      | 0–3   | Buffalo          |
| 31 décembre 1943  | Indianapolis    | 1–2   | Cleveland        |
| 1er janvier 1944  | Cleveland       | 4–0   | Providence       |
| 1er janvier 1944  | Hershey         | 4–1   | Indianapolis     |
| 1er janvier 1944  | Pittsburgh      | 5–1   | Buffalo          |
| 2 janvier 1944    | Buffalo         | 2–4   | Cleveland        |
| 2 janvier 1944    | Indianapolis    | 4–2   | Pittsburgh       |
| 2 janvier 1944    | Providence      | 1–3   | Hershey          |
| 5 janvier 1944    | Cleveland       | 9–3   | Pittsburgh       |
| 6 janvier 1944    | Indianapolis    | 2–1   | Buffalo          |
| 8 janvier 1944    | Pittsburgh      | 3–1   | Indianapolis     |
| 8 janvier 1944    | Hershey         | 2–1   | Providence       |
| 8 janvier 1944    | Cleveland       | 2–6   | Buffalo          |
| 9 janvier 1944    | Buffalo         | 4–1   | Hershey          |
| 9 janvier 1944    | Indianapolis    | 3–4   | Cleveland        |
| 9 janvier 1944    | Providence      | 4–1   | Pittsburgh       |
| 11 janvier 1944   | Providence      | 1–3   | Indianapolis     |
| 12 janvier 1944   | Cleveland       | 5–2   | Hershey          |
| 12 janvier 1944   | Pittsburgh      | 3–4   | Buffalo          |
| 13 janvier 1944   | Buffalo         | 5–3   | Providence       |
| 15 janvier 1944   | Pittsburgh      | 6–2   | Providence       |
| 15 janvier 1944   | Hershey         | 4–1   | Buffalo          |
| 15 janvier 1944   | Cleveland       | 7–4   | Indianapolis     |
| 16 janvier 1944   | Buffalo         | 4–2   | Pittsburgh       |
| 16 janvier 1944   | Indianapolis    | 4–1   | Providence       |
| 19 janvier 1944   | Cleveland       | 4–3   | Pittsburgh       |
| 20 janvier 1944   | Indianapolis    | 3–1   | Providence       |
| 22 janvier 1944   | Providence      | 3–5   | Cleveland        |
| 22 janvier 1944   | Pittsburgh      | 3–4   | Buffalo          |
| 22 janvier 1944   | Hershey         | 2–3   | Indianapolis     |
| 23 janvier 1944   | Buffalo         | 9–3   | Providence       |
| 23 janvier 1944   | Indianapolis    | 1–2   | Hershey          |
| 25 janvier 1944   | Cleveland       | 5–2   | Hershey          |
| 26 janvier 1944   | Pittsburgh      | 3–5   | Cleveland        |
| 26 janvier 1944   | Providence      | 2–3   | Buffalo          |
| 29 janvier 1944   | Cleveland       | 4–2   | Buffalo          |
| 29 janvier 1944   | Hershey         | 10–1  | Providence       |
| 29 janvier 1944   | Pittsburgh      | 2–3   | Indianapolis     |
| 30 janvier 1944   | Providence      | 2–3   | Hershey          |
| 30 janvier 1944   | Indianapolis    | 2–2   | Buffalo          |
| 2 février 1944    | Hershey         | 7–2   | Pittsburgh       |
| 3 février 1944    | Buffalo         | 3–1   | Providence       |
| 5 février 1944    | Providence      | 6–7   | Cleveland        |
| 5 février 1944    | Pittsburgh      | 3–3   | Indianapolis     |
| 5 février 1944    | Hershey         | 2–4   | Buffalo          |
| 6 février 1944    | Buffalo         | 0–3   | Cleveland        |
| 6 février 1944    | Indianapolis    | 2–2   | Hershey          |
| 6 février 1944    | Providence      | 6–2   | Pittsburgh       |
| 8 février 1944    | Cleveland       | 5–4   | Hershey          |
| 9 février 1944    | Pittsburgh      | 3–1   | Hershey          |
| 10 février 1944   | Indianapolis    | 4–4   | Buffalo          |
| 12 février 1944   | Pittsburgh      | 4–3   | Providence       |
| 12 février 1944   | Hershey         | 5–0   | Cleveland        |
| 13 février 1944   | Buffalo         | 5–1   | Hershey          |
| 13 février 1944   | Cleveland       | 9–4   | Providence       |
| 13 février 1944   | Indianapolis    | 3–1   | Pittsburgh       |
| 16 février 1944   | Pittsburgh      | 1–1   | Cleveland        |
| 17 février 1944   | Buffalo         | 8–4   | Providence       |
| 19 février 1944   | Pittsburgh      | 6–2   | Cleveland        |
| 20 février 1944   | Buffalo         | 9–6   | Pittsburgh       |
| 20 février 1944   | Cleveland       | 6–0   | Indianapolis     |
| 20 février 1944   | Providence      | 3–2   | Hershey          |
| 22 février 1944   | Providence      | 3–3   | Indianapolis     |
| 22 février 1944   | Hershey         | 6–3   | Pittsburgh       |
| 23 février 1944   | Pittsburgh      | 3–6   | Hershey          |
| 24 février 1944   | Buffalo         | 6–6   | Indianapolis     |
| 26 février 1944   | Hershey         | 0–3   | Cleveland        |
| 26 février 1944   | Pittsburgh      | 3–3   | Buffalo          |
| 27 février 1944   | Buffalo         | 6–1   | Hershey          |
| 27 février 1944   | Cleveland       | 4–3   | Providence       |
| 27 février 1944   | Indianapolis    | 3–3   | Pittsburgh       |
| 1er mars 1944     | Indianapolis    | 7–2   | Providence       |
| 1er mars 1944     | Cleveland       | 3–3   | Hershey          |
| 2 mars 1944       | Buffalo         | 7–2   | Indianapolis     |
| 4 mars 1944       | Hershey         | 2–0   | Indianapolis     |
| 4 mars 1944       | Pittsburgh      | 7–0   | Providence       |
| 5 mars 1944       | Indianapolis    | 6–2   | Providence       |
| 5 mars 1944       | Buffalo         | 11–5  | Cleveland        |
| 7 mars 1944       | Providence      | 9–4   | Buffalo          |
| 8 mars 1944       | Hershey         | 9–2   | Cleveland        |
| 10 mars 1944      | Indianapolis    | 4–2   | Buffalo          |
| 11 mars 1944      | Pittsburgh      | 5–7   | Cleveland        |
| 11 mars 1944      | Hershey         | 5–3   | Providence       |
| 12 mars 1944      | Buffalo         | 7–0   | Pittsburgh       |
| 12 mars 1944      | Indianapolis    | 2–7   | Cleveland        |
| 12 mars 1944      | Providence      | 2–1   | Hershey          |
| 15 mars 1944      | Cleveland       | 7–9   | Buffalo          |
| 18 mars 1944      | Cleveland       | 2–3   | Indianapolis     |
| 18 mars 1944      | Hershey         | 3–2   | Buffalo          |
| 19 mars 1944      | Buffalo         | 4–4   | Hershey          |
| 19 mars 1944      | Indianapolis    | 4–1   | Cleveland        |

### Classement des équipes
| Clt   | Équipe             | PJ | V  | D  | N  | BP  | BC  | Pts |
| ----- | ------------------ | -- | -- | -- | -- | --- | --- | --- |
| +001, | Bears de Hershey   | 54 | 30 | 16 | 8  | 181 | 133 | 68  |
| +002, | Bisons de Buffalo  | 54 | 25 | 16 | 13 | 201 | 168 | 63  |
| +003, | Reds de Providence | 52 | 11 | 36 | 5  | 126 | 214 | 27  |

| Clt   | Équipe                  | PJ | V  | D  | N  | BP  | BC  | Pts |
| ----- | ----------------------- | -- | -- | -- | -- | --- | --- | --- |
| +001, | Barons de Cleveland     | 54 | 33 | 14 | 7  | 224 | 176 | 73  |
| +002, | Capitals d'Indianapolis | 54 | 20 | 18 | 16 | 156 | 156 | 56  |
| +003, | Hornets de Pittsburgh   | 52 | 12 | 31 | 9  | 140 | 181 | 33  |

- En gras, qualifié pour les séries éliminatoires

### Classements des meilleurs pointeurs
| Joueur                | Équipe       | PJ | B  | A  | Pts | Pun |
| --------------------- | ------------ | -- | -- | -- | --- | --- |
| Tom Burlington (en)   | Cleveland    | 52 | 33 | 49 | 82  | 17  |
| Fred Hunt (en)        | Buffalo      | 52 | 27 | 53 | 80  | 29  |
| Les Cunningham        | Cleveland    | 52 | 26 | 52 | 78  | 13  |
| Louis Trudel (en)     | Cleveland    | 52 | 29 | 47 | 76  | 13  |
| Fred Thurier          | Buffalo      | 39 | 33 | 40 | 73  | 43  |
| Earl Bartholomew (en) | Cleveland    | 52 | 20 | 47 | 67  | 19  |
| Pete Horeck           | Cleveland    | 54 | 34 | 29 | 63  | 29  |
| Larry Thibeault (en)  | Buffalo      | 51 | 18 | 45 | 63  | 46  |
| Bill Thomson          | Indianapolis | 45 | 20 | 38 | 58  | 6   |
| Jim O'Neill (en)      | Hershey      | 54 | 20 | 33 | 53  | 18  |

## Séries éliminatoires

### Déroulement
Les deux premiers de chaque division sont qualifiés et tous les tours sont joués au meilleur des sept matchs,.
|  | Demi-finales | Demi-finales |           |   | Finale | Finale |
|  | Demi-finales | Demi-finales |           |   | Finale | Finale |
|  |              |              |           |   |        |        |
|  |              |              |           |   |        |        |
|  |              |              |           |   |        |        |
|  | Cleveland    | 4            |           |   |        |        |
|  | Cleveland    | 4            |           |   |        |        |
|  | Hershey      | 3            |           |   |        |        |
|  | Hershey      | 3            | Cleveland | 0 |        |        |
|  |              |              | Cleveland | 0 |        |        |
|  |              | Buffalo      | 4         |   |        |        |
|  | Buffalo      | Buffalo      | 4         | 4 |        |        |
|  | Buffalo      |              |           | 4 |        |        |
|  | Indianapolis | 1            |           |   |        |        |
|  | Indianapolis | 1            |           |   |        |        |

### Demi-finales

#### Cleveland contre Hershey
| 21 mars 1944 | Cleveland | 2-0 | Hershey |  |

| 23 mars 1944 | Hershey | 3-1 | Cleveland |  |

| 25 mars 1944 | Hershey | 3-4 | Cleveland |  |

| 26 mars 1944 | Cleveland | 3-2 (pr) | Hershey |  |

| 28 mars 1944 | Cleveland | 1-3 | Hershey |  |

| 30 mars 1944 | Hershey | 5-3 | Cleveland |  |

| 1er avril 1944 | Cleveland | 4-1 | Hershey |  |

#### Buffalo contre Indianapolis
| 21 mars 1944 | Buffalo | 5-2 | Indianapolis |  |

| 23 mars 1944 | Buffalo | 3-1 | Indianapolis |  |

| 24 mars 1944 | Indianapolis | 4-3 | Buffalo |  |

| 26 mars 1944 | Indianapolis | 2-3 | Buffalo |  |

| 29 mars 1944 | Buffalo | 4-2 | Indianapolis |  |

### Finale
| 4 avril 1944 | Buffalo | 4-2 | Cleveland |  |

| 6 avril 1944 | Cleveland | 2-12 | Buffalo |  |

| 8 avril 1944 | Buffalo | 8-1 (1-0, 3-0, 4-1) | Cleveland | 11 270 spectateurs |

| Feuille de match | Feuille de match | Feuille de match                    | Feuille de match                          | Feuille de match |
| ---------------- | --- | ----------------------------------- | ----------------------------------------- | ---------------- |
|                  | Thibeault — 10 min 24 s Klein (Léger, Kaminsky) — 22 min 22 s Kobussen (Atanas, Thurler) — 23 min 35 s Atanas (Thurler, Bessone) — 32 min 6 s Kobussen (Rimstad) — 48 min 59 s Thurler (Hunt) — 51 min 56 s Hunt (Kaminsky) — 58 min Thibeault — 58 min 49 s | 1-0 2-0 3-0 4-0 4-1 5-1 6-1 7-1 8-1 | Cunningham (Locking, Sprout) — 46 min 7 s |                  |
| Gauthier Storie  | Gardiens |                                     |                                           |                  |
|                  | |                                     |                                           |                  |
|                  | |                                     |                                           |                  |

| 9 avril 1944 | Cleveland | 4-6 (2-1, 1-0, 1-5) | Buffalo | 10 245 spectateurs |

| Feuille de match | Feuille de match | Feuille de match                       | Feuille de match | Feuille de match |
| ---------------- | --- | -------------------------------------- | --- | ---------------- |
|                  | Burlington (Horeck) — 10 min 3 s Burlington (Bartholome) — 15 min 34 s Burlington (Bartholome, Laveil) — 33 min 9 s Bartholome (Burlington, Horeck) — 56 min 2 s | 0-1 1-1 2-1 3-1 3-2 3-3 3- 3-5 3-6 4-6 | Rimstad (Kobussen) — 6 min 59 s Thurler (Hunt, Thibeault) — 42 min 58 s Léger (Bennett, Klein) — 43 min 17 s Davidson (Léger) — 48 min 3 s Léger (Atanas, Rimstad) — 51 min 33 s Rimstad (Atanas) — 55 min 55 s |                  |
|                  | |                                        | |                  |
|                  | |                                        | |                  |
|                  | |                                        | |                  |

### Effectif champion
L'effectif champion de la Coupe Calder est le suivant, :
- Gardien de but : Roger Bessette ;
- Défenseurs : Gordon Davidson, Jack Dyte, Roger Leger, Orville Waldriff ;
- Attaquants : Walter Atanas, Max Bennett, Fred Hunt, Max Kaminsky, Lloyd Klein, Eldred Kobussen, Maurice Rimstad, Larry Thibeault, Fred Thurier, Bob Walton ;
- Entraîneur : Art Chapman.

## Récompenses

### Trophées collectifs
| Trophée F.-G.-« Teddy »-Oke : Champions de la division Ouest | Barons de Cleveland |
| Coupe Calder : Vainqueurs de la finale                       | Bisons de Buffalo   |

### Équipes d'étoiles
| Position       | Joueur            | Équipe    |
| -------------- | ----------------- | --------- |
| Gardien de but | Nick Damore       | Hershey   |
| Défenseur      | Bill Moe          | Hershey   |
| Défenseur      | Roger Jenkins     | Hershey   |
| Ailier gauche  | Gaston Gauthier   | Hershey   |
| Centre         | Tommy Burlington  | Cleveland |
| Ailier droit   | Phil Hergesheimer | Cleveland |
| Entraîneur     | Bun Cook          | Cleveland |

| Position       | Joueur           | Équipe                |
| -------------- | ---------------- | --------------------- |
| Gardien de but | Roger Bessette   | Pittsburgh et Buffalo |
| Défenseur      | Gordon Davison   | Buffalo               |
| Défenseur      | Dick Adolph      | Cleveland             |
| Ailier gauche  | Louis Trudel     | Cleveland             |
| Centre         | Les Cunningham   | Cleveland             |
| Ailier droit   | Wendell Jamieson | Pittsburgh            |
| Entraîneur     | John Sorrell     | Indianapolis          |